# 林鼎市政四八〇大樓
24°09′35.4″N 120°38′18.4″E / 24.159833°N 120.638444°E
林鼎市政四八〇大樓為台灣臺中市西屯區的一棟複合式商業大樓，位於七期重劃區南側，為林鼎建設所有。大樓曾陸續租賃予衣蝶生活流行館台中館、柏地廣場—Select Shop商場、禮客時尚館台中店營業；目前大樓地下一層至地上七層由「誠品生活480」營業，地上九層至地上十二層為商辦。

## 商場歷史

### 衣蝶生活流行館時期
- 2002年7月，林鼎實業與力霸集團合資興建「市政四八〇大樓」。
- 2003年，完工後由力霸集團旗下的衣蝶生活流行館承租，租期為19年，月租金接近1,000萬。[3]5月，衣蝶生活流行館台中館開業[4]，年營收目標為新台幣50億元。[3]
- 2007年10月，衣蝶生活流行館台中館因年營業額始終在新台幣20億元上下，不堪鉅額虧損之故而停業。[3]

### 柏地廣場、禮客時尚館時期
- 2012年3月，林鼎建設與紀氏源豐集團共同斥資新台幣12億元改裝大樓，引進自營Select Shop商場（1F～4F）、主題餐廳（B1、5F）；月子中心、Spa（6F）；新生命診所（7F）、悅棧精品會館（旅館，8F～11F）、12F為音樂酒吧等眾多業種，皆集結於此一命名為柏地廣場的商業設施內。[5] 8月29日，由林鼎建設自營、位於大樓地上一層至地上四層的柏地廣場（BODHI PALACE）—「Select Shop」商場開始試營運，同年10月正式開幕，為台灣首家Select Shop商場，裝潢與空間氛圍走古羅馬歐洲大殿風格，以銷售香氛、皮件及服飾為主。[6][7]
- 2013年8月，因業績不如預期，柏地廣場「Select Shop」商場部分（地上一層至地上四層）封館進行重新招商。[8]
- 2014年9月，禮客時尚館台中店（Outlet型購物中心）進駐地上一層至地上四層，營業面積約4,000坪（後期營運範圍擴充至地上五層）。[9][10]
- 2018年8月，禮客時尚館台中店結束營業，林鼎實業亦將針對柏地廣場全棟進行封館修繕及設備更新。[11][12][13]

### 誠品生活時期
- 2022年4月，誠品生活宣佈將以7,500坪旗艦店形式進駐林鼎市政四八〇大樓的地下一樓至地上七樓，預計2023年下半年開業。[13][14]
- 2023年5月，誠品生活股東會上公佈為「誠品生活480」，將於同年10月開幕。[15]10月27日，位於五樓的誠品書店台中市政店試營運，11月8日位於地下一樓的美食街試營運，12月誠品生活地下一樓至地上七樓全館試營運。
- 2024年3月23日，「誠品生活480」正式開幕。

## 樓層配置
- B7—B2：停車場、機房
- B1—7樓：誠品生活480
- 8—9樓：東京威力科創臺中辦公室
- 10—12樓：艾司摩爾臺中辦公室

## 新聞事件
- 2024年2月26日，一名29歲邱姓女子從大樓頂樓墜落，經送醫搶救仍宣告不治。[16]

## 外部連結
- 林鼎建設-市政大樓四八〇 （页面存档备份，存于）